# Frédéric Paulhan
Frédéric Paulhan, född 21 april 1856, död 14 mars 1931, var en fransk psykolog och filosof. Han var far till Jean Paulhan.
Paulhan bekämpade i likhet med Théodule Ribot varje intellektualistisk tolkning av själslivet och hävdade att människans tankeförbindelse bestäms av konflikter mellan strävanden samt med hänsyn till vissa avsikter för handlande. I sitt psykologiska huvudarbete, L'activité mentale et les éléments de l'esprit (1889), ser Paulhan själsverksamheten uttryckt i syntesen eller i den "systematiska associationens lag", yttrade sig tvärs igenom förnimmelseliv, föreställningsliv, känsla och vilja. Varje föreställning och önskan skapar därmed andra element, ägnade att tillsammans med önskan förenas och samverka för ett gemensamt mål. Paulhan ägnade ett djupt intresse åt karaktärslivet i dess olika former, främst ur synpunkten av den roll, som förställning, oärlighet och hyckleri spelar, och framför där åsikter liknande dem som La Rochefoucauld tidigare framfört. I sina senare verk tog han inflytande som tankegångar som Als-ob-filosofin, bovarysmen och individualpsykologin. Bland hans verk märks Les caractères (1894), Les mensonges du caractère (1905), Le mensonge dans l'art (1907), Le mensonge du monde (1921).